# Rocco Buttiglione
Rocco Buttiglione, född 6 juni 1948 i Gallipoli, Apulien, är en italiensk politiker (Unionen av krist- och centrumdemokrater, UDC) och professor i statsvetenskap.
Han har varit Europaminister i Silvio Berlusconis regering från 2001. Han nominerades 2004 av Berlusconi till att bli italiensk medlem av EU-kommissionen. Av den blivande kommissionsordföranden José Manuel Durão Barroso föreslogs han som kommissionär med ansvar för rättsliga frågor och medborgerliga rättigheter. Efter att han under Europaparlamentets utfrågning och i andra sammanhang gjort kontroversiella uttalanden om homosexualitet, kvinnors ställning inom äktenskapet och om mottagandet av flyktingar såg det ut som om Europaparlamentets majoritet skulle vägra godkänna honom som kommissionär med detta ansvarsområde och därför förkasta hela den nya kommissionen. Omröstningen om kommissionen, som skulle ha hållits 27 oktober 2004, sköts därför upp. Den 30 oktober 2004 meddelade Buttiglione att han avstod från sin plats i kommissionen. Italiensk medlem av EU-kommissionen blev istället Franco Frattini.